# Cancer esofagian
Cancerul esofagian (sau cancerul de esofag) este cancerul conductului de alimente, numit esofag, care leagă faringele de stomac. Simptomele adesea includ dificultăți de înghițire și pierderi de greutate. Alte simptome pot include dureri la înghițire, voce răgușită, ganglioni limfatici măriți în jurul claviculei, tuse seacă și, posibil, expectoriație cu sânge sau vărsătură cu sânge.

## Tipuri și cauze
Cele două subtipuri principale ale bolii sunt carcinomul scuamos esofagian, întâlnit mai frecvent în țările în curs de dezvoltare și adenocarcinomul esofagian, întâlnit mai frecvent în țările dezvoltate. Se întâlnesc și o serie de tipuri mai rare. Carcinomul scuamos apare în celulele epiteliale care căptușesc esofagul. Adenocarcinomul apare în celulele glandulare din porțiunea inferioară a esofagului, adesea când acestea deja s-au transformat în celule de tip intestinal (boală cunoscută sub numele de Esofagul Barrett). Cele mai frecvente cauze ale tipului scuamos sunt: tutunul, alcoolul, băuturile foarte fierbinți și alimentația necorespunzătoare. Cele mai frecvente cauze ale adenocarcinomului sunt consumul de tutun, obezitatea și refluxul gastroesofagian.

## Diagnostic și tratament
Boala se diagnostichează prin biopsie realizată cu ajutorul unui endoscop (o cameră cu fibră optică). Prevenirea include renunțarea la fumat și consumarea de alimente sănătoase. Tratamentul se bazează pe stadiul cancerului și localizare, de rând cu starea generală a persoanei și preferințe individuale. Cancerele scuamoase mici și localizate pot fi tratate doar prin intervenție chirurgicală, în speranța vindecării. În majoritatea celorlalte cazuri, pe lângă intervenții chirurgicale, se utilizează  chimioterapia cu sau fără radioterapie. Creșterea tumorilor mai mari poate fi încetinită prin chimioteraprie și radioterapie. Când boala este extinsă sau persoana afectată nu ar putea suporta intervenții chirurgicale, deseori se recomandă tratamentul paliativ. Rezultatele sunt legate de gradul de extindere a bolii și de alte afecțiuni, dar, în general, tind să fie destul de slabe, deoarece diagnoticarea survine, de obicei, târziu. Rata de supraviețuire la 5 ani se situează între 13% și 18%.

## Epidemiologie
În 2012, cancerul esofagian era al optulea cel mai frecvent tip de cancer din lume, cu 456.000 de cazuri noi, cauzând în jur de 400.000 de decese, în creștere de la 345.000 în 1990. Cifrele diferă considerabil de la o țară la alta, aproximativ o jumătate din cazuri producându-se în China. Este de 3 ori mai întâlnit la bărbați decât la femei.

## Cazuri notabile
Vezi și Categorie:Decese cauzate de cancer esofagian
- Humphrey Bogart, actor, a murit de cancer esofagian în 1957, la 57 de ani.
- Ștefan Augustin Doinaș, poet român
- Christopher Hitchens, autor și jurnalist, a murit de cancer esofagian în 2011, la vârsta de 62 de ani.[12]
- Morrissey, în octombrie 2015, a declarat că are boala și și-a descris experiența pe care a avut-o la aflarea veștii.[13]